# Dirka po Franciji 1978
| Mesto | Ime               | Država      | Čas          |
| ----- | ----------------- | ----------- | ------------ |
| 1     | Bernard Hinault   | Francija    | 112h 03' 02" |
| 2     | Joop Zoetemelk    | Nizozemska  | 3' 56"       |
| 3     | Joaquim Agostinho | Portugalska | 6' 54"       |
| 4     | Joseph Bruyère    | Belgija     | 9' 04"       |
| 5     | Christian Seznec  | Francija    | 12' 50"      |
| 6     | Paul Wellens      | Belgija     | 14' 38"      |
| 7     | Francisco Galdos  | Španija     | 17' 08"      |
| 8     | Henk Lubberding   | Nizozemska  | 17' 26"      |
| 9     | Lucien Van Impe   | Belgija     | 21' 01"      |
| 10    | Mariano Martinez  | Francija    | 22' 58"      |

Dirka po Franciji 1978 je bila 65. dirka po Franciji, ki je potekala leta 1978.

## Pregled
| Kategorije                          | Podatki      |
| ----------------------------------- | ------------ |
| Začetek-konec                       | Leiden-Pariz |
| Dolžina (km)                        | 3.914        |
| Število etap                        | 22           |
| Povprečna hitrost zmagovalca (km/h) | 36,084       |
| Kolesarjev                          | 110          |
| Tekmo končalo                       | 78           |